# Ентелехія
Ентеле́хія (грец. ἐντελέχεια — «досягнення втілення», від ἐντελής — «втілений», і ἔχω — «сягати») — реалізація, дійсність; життєва сила, що її припускають у філософії віталізму.
У філософії Аристотеля ентелехія — внутрішня мета руху, закладена в прихованому вигляді у кожному бутті до його здійснення; діяльний, формувальний початок.